# Barbacenia nuda
Barbacenia nuda är en enhjärtbladig växtart som beskrevs av Lyman Bradford Smith och Edward Solomon Ayensu. Barbacenia nuda ingår i släktet Barbacenia och familjen Velloziaceae. Inga underarter finns listade.